# IC 1443
IC 1443 — галактика типу E2 () у сузір'ї Водолій.
Цей об'єкт міститься в оригінальній редакції індексного каталогу.